# Capdepera
Capdepera este un municipiu în insula Mallorca, Insulele Baleare, Spania.